# Haiming (Tyrol)
Pour les articles homonymes, voir Haiming.
Haiming est une commune autrichienne du district d'Imst dans le Tyrol.

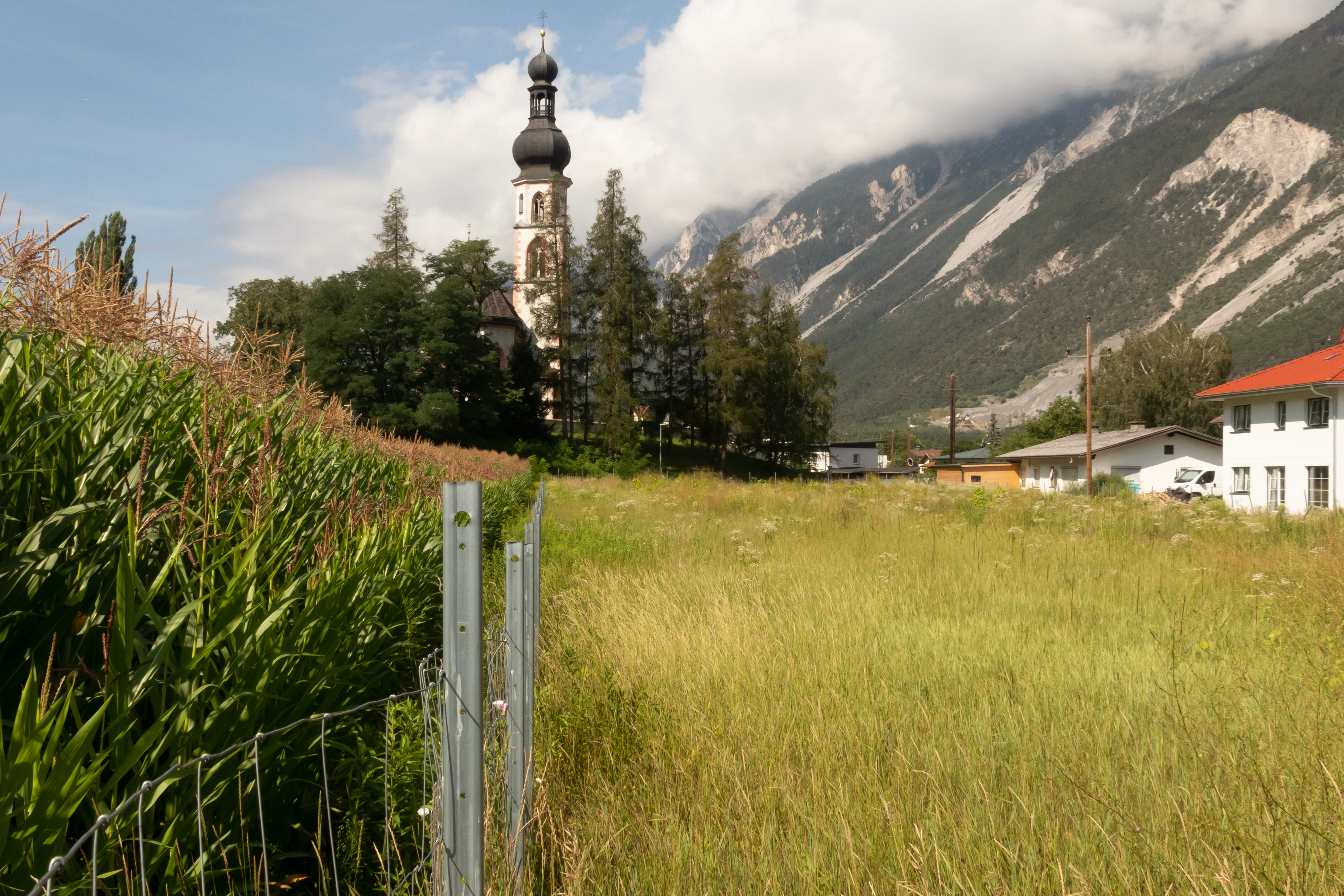
Haiming, la tour de l'église (die Pfarrkirche Sankt Chrysanthus und Daria)

## Personnalités
- Jakob Auer (vers 1645-1706), sculpteur autrichien, est né à Haimingerberg/Höpperg.